# Astaenomoechus luniferus
Astaenomoechus luniferus är en skalbaggsart som beskrevs av Rudolph Petrovitz 1973. Astaenomoechus luniferus ingår i släktet Astaenomoechus och familjen Hybosoridae. Inga underarter finns listade.